# Gamlestaden, Lysekil

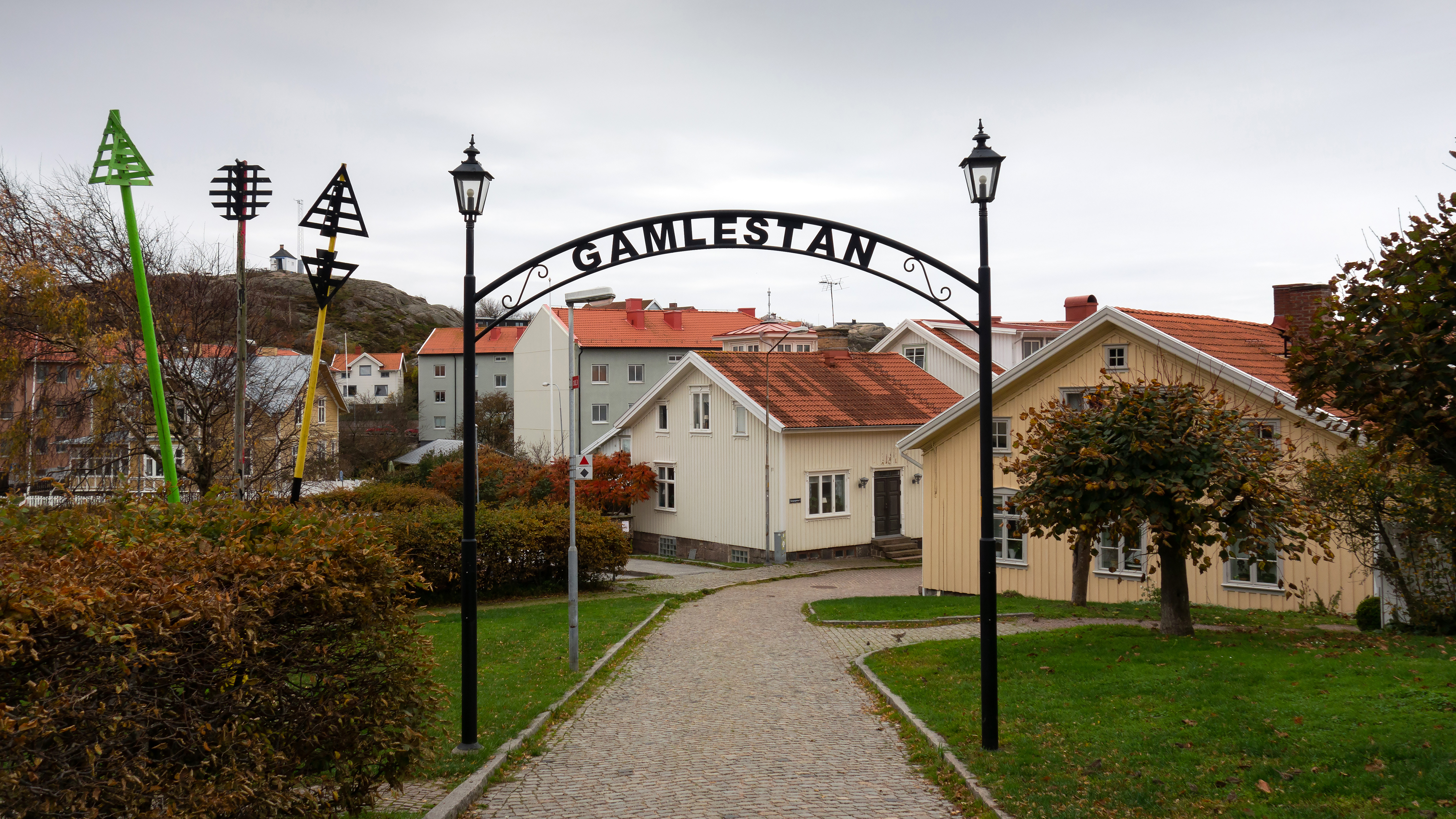
En av ingångarna till Gamlestan i Lysekil

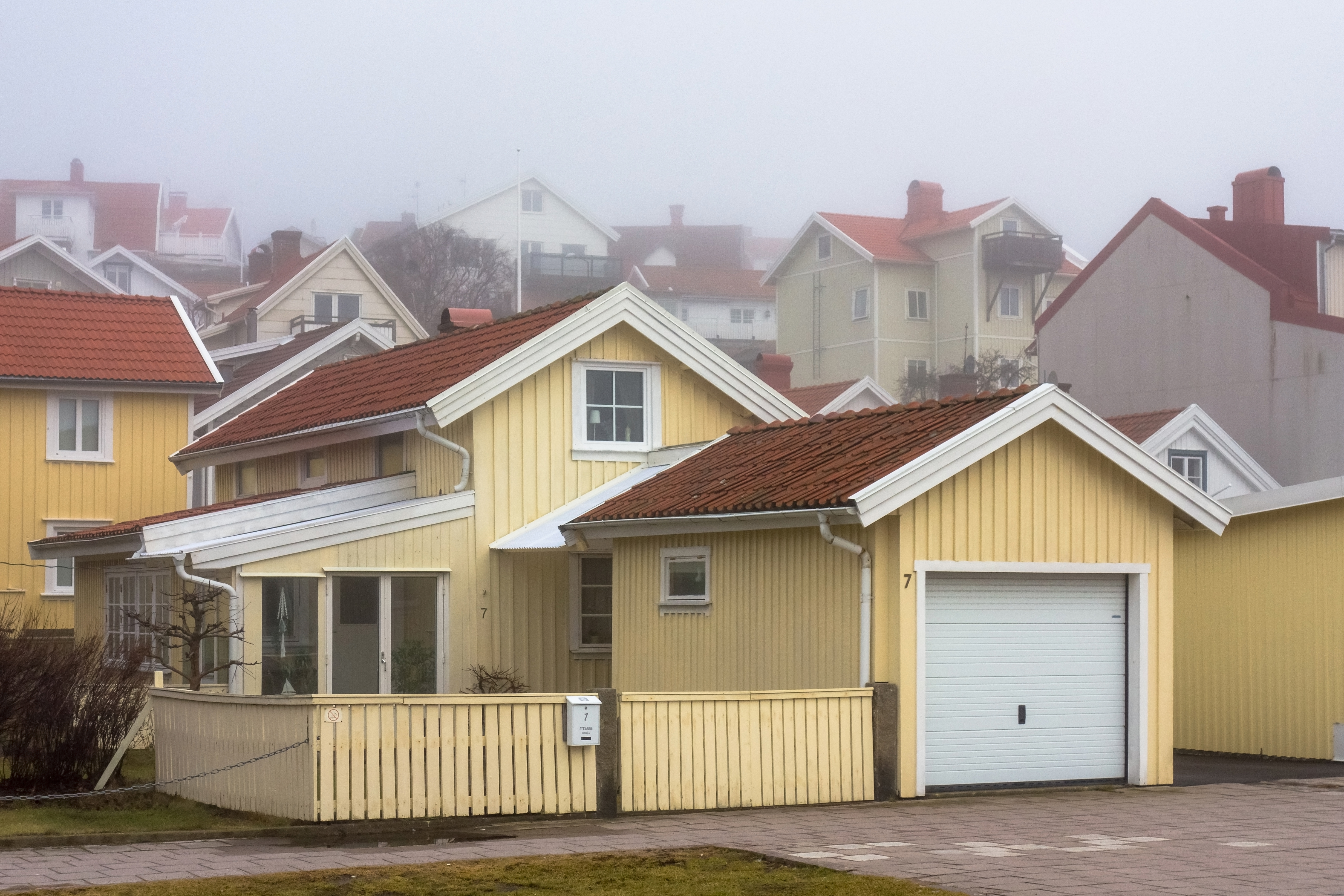
Trähus i Gamlestan

Gamlestaden eller Gamlestan är en stadsdel i Lysekil. Namnet kommer helt enkelt av att stadsdelen var den ursprungliga eller gamla stadsdelen i Lysekil. Stadsdelen växte fram för drygt 200 år sedan.